# 切斯特 (新罕布什爾州)
切斯特（英語：Chester）是一個位於美國新罕布什爾州羅京安縣的鎮。

## 人口
根據2020年美國人口普查的數據，切斯特的面積為67.70平方千米，當中陸地面積為67.40平方千米，而水域面積為0.30平方千米。當地共有人口5232人，而人口密度為每平方千米77人。